# Speaker for the Dead
Speaker For The Dead (em português Orador dos Mortos) é um livro de ficção científica, escrito por Orson Scott Card, no ano de 1986, e é o segundo livro da saga Ender's Saga. 
Assim como Ender's Game, o livro ganhou o prêmio Nebula em 1986 e do prêmio Hugo em 1987. Speaker For The Dead, foi publicado em uma edição ligeiramente revista em 1991. Ele foi seguido por Xenocide e Children of the Mind. 
Speaker For The Dead narra eventos de um futuro distante, quando a humanidade já se expandiu universo afora, ocupando os mundos deixados por uma espécie alienígena vencida pelo herói Ender Wiggin três mil anos antes. Esta é uma das mais imaginativas e estimulantes obras de ficção científica antropológica, Orador dos Mortos afirma valores de respeito, autodeterminação e tolerância. Pode ser lido independentemente do volume anterior (Ender's_Game).

## Personagens
- Andrew Wiggin
- Valentine Wiggin
- Novinha (Ivanova Santa Catarina von Hesse)
- Marcão (Marcos Maria Ribiera)
- Gusto (Vladimir Tiago Gussman) e Cida (Ekaterina Maria Aparecida do Norte von Hesse-Gusman) (Os Venerados de Ribeira)

## Falta de adaptação para o cinema
No Los Angeles Times Book Festival (20 de abril de 2013), Card afirmou por que ele não quer que Speaker for the Dead seja adaptado em um filme: "Speaker for the Dead é infilmável", Card disse em resposta a uma pergunta da platéia. "Trata-se de cabeças falantes, interrompidas por momentos de violência insuportável e impossível de assistir. Hoje, eu admito, há muita violência impossível de ver no cinema, mas nunca ligado ao meu nome. Speaker for the Dead, eu não quero que ele seja filmado. Não posso imaginar que está sendo gravado."